# Козинский сельсовет (Курская область)
Ко́зинский сельсовет — муниципальное образование со статусом сельского поселения в Рыльском районе Курской области.
Административный центр — село Козино.

## История
Статус и границы сельсовета установлены Законом Курской области от 21 октября 2004 года № 48-ЗКО «О муниципальных образованиях Курской области».
Законом Курской области от 26 апреля 2010 года № 26-ЗКО в состав сельсовета включены населённые пункты упразднённого Локотского сельсовета.

## Население
| 2002 | 2010  | 2012  | 2013 | 2014 | 2015 | 2016 |
| ---- | ----- | ----- | ---- | ---- | ---- | ---- |
| 898  | ↗1065 | ↘1019 | ↘997 | ↘969 | ↗970 | ↘933 |
| 2017 | 2018  | 2019  | 2020 | 2021 |      |      |
| ↘910 | ↘883  | ↘842  | ↗843 | ↘821 |      |      |

## Состав сельского поселения
| № | Населённый пункт  | Тип населённого пункта       | Население |
| - | ----------------- | ---------------------------- | --------- |
| 1 | Городище          | деревня                      | ↘155      |
| 2 | Козино            | село, административный центр | ↘484      |
| 3 | Красный Передовик | хутор                        | ↘0        |
| 4 | Локоть            | село                         | ↘380      |
| 5 | Реза              | хутор                        | ↘31       |
| 6 | Рубежов           | хутор                        | ↘4        |
| 7 | Титов             | хутор                        | ↘11       |